# 天感至宝
天感至宝（てんかんしほう、Thiên Cảm Chí Bảo、ティエンカムチーバオ）は、ベトナム・李朝の英宗李天祚の治世で使われた元号。1174年旧2月 - 1175年。

## 西暦等との対照表
| 天感至宝 | 元年     | 2年     |
| 西暦     | 1174年   | 1175年  |
| 干支     | 甲午     | 乙未    |
| 南宋     | 淳熙元年 | 淳熙2年 |